# Fides, Spes und Caritas

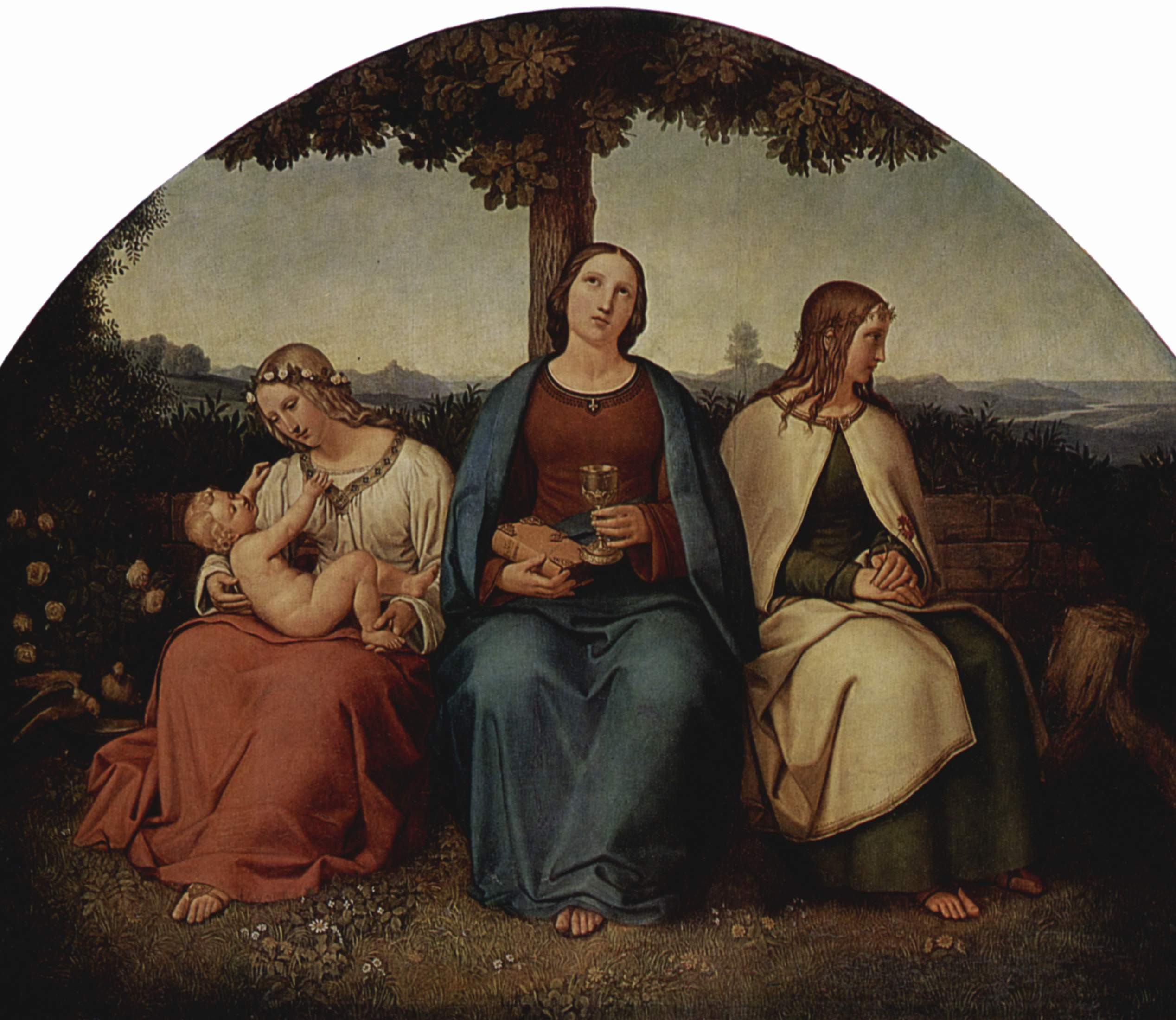
Fides, Spes und Caritas, Ölbild von Heinrich Maria von Hess, 1819

Fides, Spes und Caritas (lat. für Glaube, Hoffnung und Liebe, die drei Grundtugenden des Christentums) sind drei legendarische Jungfrauen, die der Überlieferung zufolge zur Zeit Kaiser Hadrians (117–138) das Martyrium erlitten. Sie werden gemeinsam mit ihrer Mutter Sophia als Heilige verehrt. Ihre Namen sind nach römischem Vorbild Personifikationen der Tugenden und verweisen auf das Hohelied der Liebe in 1 Kor 13,12–13 .

## Überlieferung

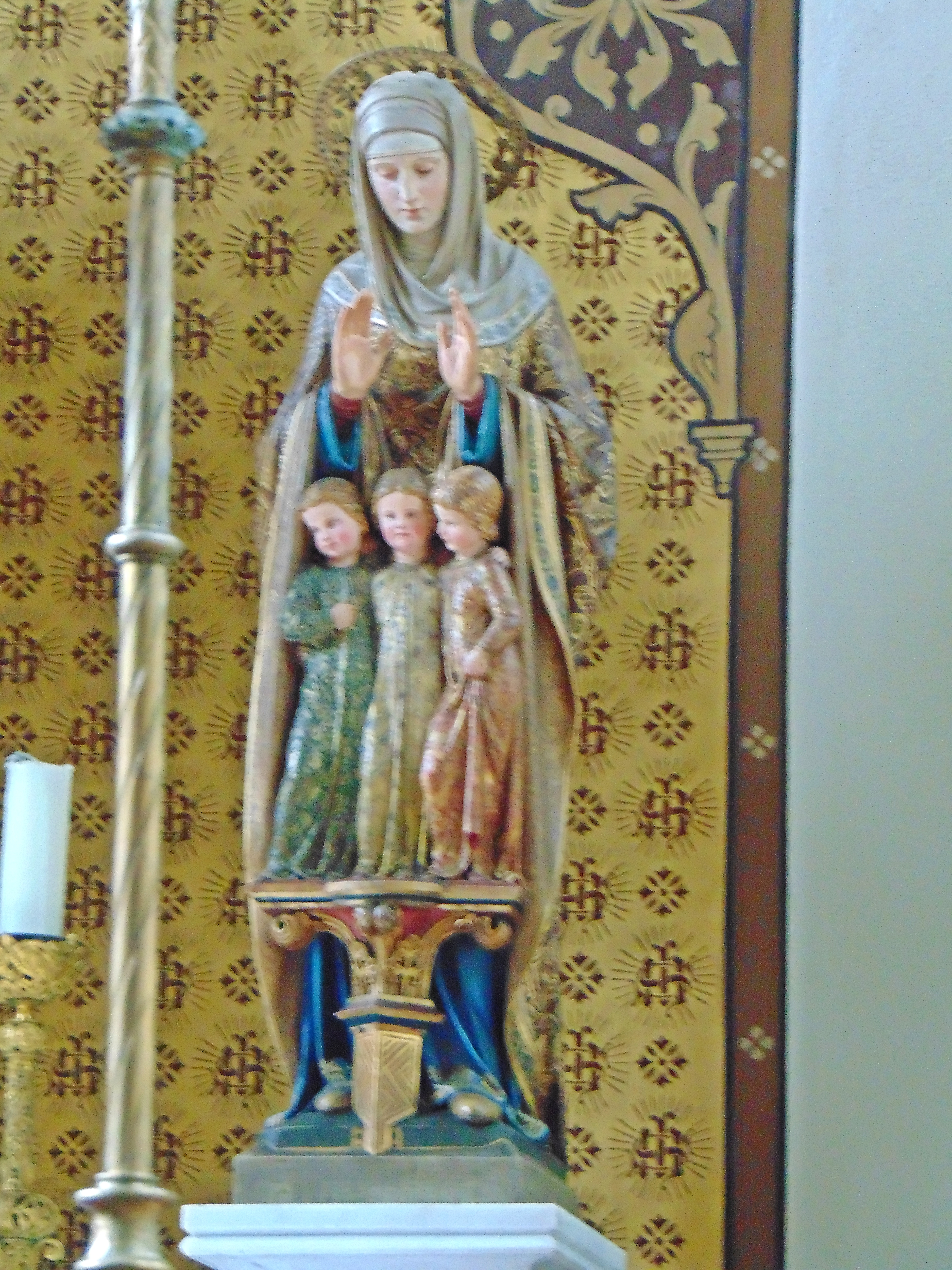
Die hl. Sophia mit ihren drei Töchtern, Statue um 1870, fürstliche Hauskapelle auf Schloss Löwenstein, Kleinheubach

Der Überlieferung zufolge war Sophia eine christliche Witwe aus Mailand, die nach dem Tode ihres sehr wohlhabenden Mannes ihren ganzen Reichtum mit den Armen teilte. Sie verließ Mailand mit ihren Töchtern, um nach Rom zu reisen. Dort erlitt sie in der Christenverfolgung unter Kaiser Hadrian mit ihren Töchtern das Martyrium.
Die drei Töchter erlitten der Legende nach zuerst das Martyrium. Sie sollen von ihrer Mutter, die drei Tage später hingerichtet wurde, an der Via Appia in der Calixtus-Katakombe in Rom beerdigt worden sein. Nach anderen Pilgerberichten sollen sie jedoch unter ihren griechischen Namen Pistis (Πίστις), Elpis (Ελπίς) und Agape (Αγαπή) an der Via Aurelia begraben sein. Ihre Passio wurde in viele Sprachen übertragen, ihre Verehrung ist in Rom ab dem 6. Jahrhundert bezeugt. Die Historizität des erzählten Geschehens ist jedoch zweifelhaft.
Die Tochter Fides der Sophia ist zu unterscheiden von der frühchristlichen Märtyrin Fides von Agen († 287 oder 303).

## Kunst
In der Kunst findet man die Darstellung der Witwe mit ihren drei Töchtern häufig zu Füßen Christi, etwa in der Agneskapelle im Dom zu Köln auf einem Fresko aus dem 14. Jahrhundert. Zeichen von Fides sind Kelch, Kreuz, Buch und brennende Kerze, sie ist rot gekleidet, Spes in grüner Kleidung trägt einen Anker, Caritas’ Zeichen ist das flammende Herz, sie ist weiß gekleidet.